# Szonży
Szonży (kaz. Шонжы, ros. Czundża, Чунджа) – wieś w Kazachstanie; w obwodzie ałmackim; 18 700 mieszkańców (2006). Przemysł spożywczy.